# Hoogbroek (Neder-Betuwe)
Hoogbroek is een buurtschap in de Nederlandse gemeente Neder-Betuwe, gelegen in de provincie Gelderland. Het ligt ten oosten van Echteld.
Dorpen: Dodewaard · Echteld · IJzendoorn · Kesteren · Ochten · Opheusden

Buurtschappen: Den Akker · Eldik · Hien · Hoogbroek · Lakemond (deels) · Lede en Oudewaard · Ooij · Pottum · Wely

Gelderland: Steden en dorpen in Gelderland      Nederland: Provincies · Gemeenten